# Schmalspurbahnen des Kodeis 18
| Kreuzung der Feldbahn mit Vollbahn am Schotterplatz der Baudirektion 2 in Origny-Sainte-Benoite, Kreuzung geschlossen, 22. September 1917 Kreuzung der Feldbahn mit Vollbahn am Schotterplatz der Baudirektion 2 in Origny-Sainte-Benoite, Kreuzung offen, 22. September 1917 |                     |                                                    |                                                    |
| Leistungskarte der deutschen Schmalspurbahnen vor der französischen Frontgrenze im Ersten Weltkrieg von Saint-Quentin bis Laon, Geheim, Nr. 87, 1917 |                     |                                                    |                                                    |
| Spurweite: | 600 mm (Schmalspur) |                                                    |                                                    |
| |                     |                                                    |                                                    |
| \| \| \| Bohain-en-Vermandois \| \| \| \| zur Front nach Beaurevoir, Bellicourt und Haucourt \| \| \| \| Vadencourt Kleinbahnbetriebsamt \| \| \| \| Croix-Fonsomme Feldbahnbetriebsamt 1 \| \| \| \| zur Front über Lesdins \| \| \| \| Fieulaine \| \| \| \| Fontaine-Notre-Dame \| \| \| \| zur Front über Mesnil-Saint-Laurent \| \| \| \| Origny u. Mont-d'Origny Feldbahnbetriebsamt 3 \| \| \| \| Saint-Quentin \| \| \| \| Feldbahn Front–Mézières–Séry–Ribemont \| \| \| \| Ribemont Feldbahnbetriebsamt 4 \| \| \| \| zur Front nach Mayot \| \| \| \| La Ferté-Chevresis Feldbahnbetriebsamt 6 \| \| \| \| nach Pouilly-sur-Serre \| \| \| \| Laon \| |                     |                                                    |                                                    |
| Bahnhof · U-Bahn-Kopfbahnhof Streckenanfang (Strecke außer Betrieb) |                     | Bohain-en-Vermandois                               | Bohain-en-Vermandois                               |
| Kreuzung mit U-Bahn geradeaus unten (Querstrecke außer Betrieb) · U-Bahn-Abzweig nach links und nach rechts (Strecke außer Betrieb) · U-Bahn-Strecke von rechts (außer Betrieb) |                     | zur Front nach Beaurevoir, Bellicourt und Haucourt | zur Front nach Beaurevoir, Bellicourt und Haucourt |
| Strecke · U-Bahn-Kopfbahnhof Streckenende (Strecke außer Betrieb) · Bahnhof (Strecke außer Betrieb) |                     | Vadencourt Kleinbahnbetriebsamt                    | Vadencourt Kleinbahnbetriebsamt                    |
| Bahnhof · U-Bahn-Kopfbahnhof Streckenanfang (Strecke außer Betrieb) · Strecke (außer Betrieb) |                     | Croix-Fonsomme Feldbahnbetriebsamt 1               | Croix-Fonsomme Feldbahnbetriebsamt 1               |
| Kreuzung mit U-Bahn geradeaus oben (Querstrecke außer Betrieb) · U-Bahn-Strecke nach rechts (außer Betrieb) · Strecke (außer Betrieb) |                     | zur Front über Lesdins                             | zur Front über Lesdins                             |
| Strecke · U-Bahn-Kopfbahnhof Streckenanfang (Strecke außer Betrieb) · Strecke (außer Betrieb) |                     | Fieulaine                                          | Fieulaine                                          |
| Strecke · U-Bahn-Bahnhof (Strecke außer Betrieb) · Strecke (außer Betrieb) |                     | Fontaine-Notre-Dame                                | Fontaine-Notre-Dame                                |
| Kreuzung mit U-Bahn geradeaus oben (Querstrecke außer Betrieb) · U-Bahn-Strecke quer (außer Betrieb) · U-Bahn-Abzweig nach rechts und von rechts (Strecke außer Betrieb) · Strecke (außer Betrieb) |                     | zur Front über Mesnil-Saint-Laurent                | zur Front über Mesnil-Saint-Laurent                |
| Strecke · U-Bahn-Kopfbahnhof Streckenende (Strecke außer Betrieb) · Bahnhof (Strecke außer Betrieb) |                     | Origny u. Mont-d'Origny Feldbahnbetriebsamt 3      | Origny u. Mont-d'Origny Feldbahnbetriebsamt 3      |
| Kopfbahnhof Streckenende · Strecke (außer Betrieb) |                     | Saint-Quentin                                      | Saint-Quentin                                      |
| U-Bahn-Strecke quer (außer Betrieb) · U-Bahn-Strecke quer (außer Betrieb) · U-Bahn-Strecke von rechts (außer Betrieb) · Strecke (außer Betrieb) |                     | Feldbahn Front–Mézières–Séry–Ribemont              | Feldbahn Front–Mézières–Séry–Ribemont              |
| U-Bahn-Kopfbahnhof Streckenende (Strecke außer Betrieb) · Bahnhof (Strecke außer Betrieb) |                     | Ribemont Feldbahnbetriebsamt 4                     | Ribemont Feldbahnbetriebsamt 4                     |
| U-Bahn-Strecke quer (außer Betrieb) · U-Bahn-Strecke quer (außer Betrieb) · U-Bahn-Strecke von rechts (außer Betrieb) · Strecke (außer Betrieb) |                     | zur Front nach Mayot                               | zur Front nach Mayot                               |
| U-Bahn-Kopfbahnhof Streckenende (Strecke außer Betrieb) · Bahnhof (Strecke außer Betrieb) |                     | La Ferté-Chevresis Feldbahnbetriebsamt 6           | La Ferté-Chevresis Feldbahnbetriebsamt 6           |
| Abzweig nach links und von links (Strecke außer Betrieb) |                     | nach Pouilly-sur-Serre                             | nach Pouilly-sur-Serre                             |
| Bahnhof (Strecke außer Betrieb) |                     | Laon                                               | Laon                                               |

Die Schmalspurbahnen des Kodeis 18 waren Feldbahnen des deutschen Kommandeurs der Eisenbahnpioniere 18 im Gebiet zwischen Saint-Quentin und Laon an der Westfront des Ersten Weltkriegs.

## Geschichte

### Erster Weltkrieg
Die Voll-, Klein- und Feldbahnen, Umschlagstellen und Stationierungen sowie die Front- und Armeegrenzen sind auf einer vom Kodeis 18 erstellten 89 × 83 cm großen Karte im Maßstab 1:80.000 eingezeichnet, die im Staatsarchiv Wertheim archiviert wird.
Die Leistungsfähigkeit der Feldbahnstrecken und Bahnhöfe wurde in Tonnen pro Tag angegeben. Auf der leistungsfähigsten Strecke (westlich von Bohain-en-Vermandois) konnten bis zu 3800 t Güter pro Tag transportiert werden, und im größten Umschlagbahnhof (westlich von Mont-d'Origny) konnten bis zu 1400 t Güter pro Tag von Normalspurgüterwagen auf Feldbahnwagen umgeladen werden. Bei gleichzeitiger Inanspruchnahme aller Betriebsmittel und Strecken verminderte sich die Leistungsfähigkeit der einzelnen Strecken unter Umständen bis zu 50 %.

### Nachkriegszeit
Als in der Nachkriegszeit nach 1918 für den Wiederaufbau viel Stahl benötigt wurde, wurden die Feldbahngleise abgebaut und die über die Feldbahnen angelieferten Munitionsvorräte kontrolliert zur Explosion gebracht. Private Unternehmer übernahmen im Auftrag der öffentlichen Hand die Zerstörung der Munitionsarsenale und die Verwertung des Altmetalls gegen eine Gebühr pro verkaufter Tonne Metall. Clere & Schwander und mindestens zehn weitere Unternehmen waren an diesem Auftrag beteiligt.  Das war aber riskant und verursachte für den Staat hohe Kosten.
In der Umgebung von Vaudoncourt konnten die Trichter und andere Spuren, die die industrielle Munitionsentschärfung in der Landschaft hinterlassen hat und die noch auf Luftbildern aus dem Jahr 1987 zu sehen sind, nicht ignoriert werden, bevor die Flurbereinigung diese Flächen wieder in landwirtschaftlich genutzte Flächen verwandelt hat. In Ermangelung angemessener regulatorischer Instrumente sind die Aktivitäten der Nachkriegszeit nicht ausreichend aufgelistet und in Verwaltungsdokumenten nur unzureichend beschrieben. Die meisten dieser Unternehmen haben ihre Tätigkeit während der Finanzkrise der späten 1920er Jahre eingestellt und die Bewohner der Gegend haben sich an die Spuren gewöhnt, bis sie sie im Laufe der Zeit aus dem Gedächtnis verschwunden sind.

## Historische Fotos
Die wichtigsten Brücken, Gebäude und Bahnanlagen der Feldbahnen wurden im Mai 1917 durch die  Bayerische Reserve-Eisenbahn-Bau-Kompanie 3 fotografisch dokumentiert:
| Foto | Beschreibung |
| ---- | --- |
|      | Umlade-Bahnhof Vadencourt: Ansicht der Baggergrube/Kiesgrube 14. Mai 1917                                             |
|      | |
|      | Laderampe im Umladebahnhof Fontaine-Notre-Dame (Feldbahn Fieulaine – Fontaine – Saint-Quentin) Mai 1917               |
|      | Origny: Lokomotivschuppen West, Feld(bahn)anfangsbahnhof (Feldbahn Origny-Sainte-Benoite – Le Haucourt) 27. Juni 1917 |
|      | Origny: Wasserstation West (Feldbahn Origny-Sainte-Benoite – Le Haucourt) 25. April 1917                              |
|      | Umladebahnhof Origny (Feldbahn Origny-Sainte-Benoite – Le Haucourt) 21. April 1917                                    |
|      | |
|      | Im Park Homblières 27. Juni 1917                                                                                      |